# Malin comme un singe
Pour plus de détails, voir Fiche technique et Distribution.
Malin comme un singe (Summer of the Monkeys) est un film canadien réalisé par Michael Anderson, sorti en 1998.

## Fiche technique
- Titre original : Summer of the Monkeys
- Titre français : Malin comme un singe
- Réalisation : Michael Anderson
- Scénario : Greg Taylor et Jim Strain d'après le livre de Wilson Rawls (en)
- Musique : George Blondheim (en)
- Pays de production : Canada
- Format : Couleurs - 1,85:1 - Dolby
- Genre : aventure
- Durée : 101 minutes
- Date de sortie : 1998

## Distribution
- Michael Ontkean : John Lee
- Leslie Hope : Sarah Lee
- Wilford Brimley : Grandpa Sam Ferrans
- Corey Sevier : Jay Berry Lee
- Katie Stuart : Daisy Lee
- Don Francks : Bayliss Hatcher
- Kim Schraner (en) : Rose